# Montenegro en los Juegos Mundiales de Breslavia 2017
Montenegro fue uno de los 102 países que participaron en los Juegos Mundiales de 2017 celebrados en Breslavia, Polonia.
La delegación de Montenegro estuvo compuesta por seis atletas, cuatro hombres y dos mujeres, que participaron en cinco discipinas de dos deportes.
La delegación de Montenegro ganó una medalla de bronce en esta edición de los Juegos Mundiales, con lo cual superaron su desempeño en Cali 2013, donde el país no obtuvo ninguna presea.
| Oro | Plata | Bronce |
| --- | ----- | ------ |
| 0   | 0     | 1      |

## Delegación

### Ju-Jitsu
| Masculino                         |                 |                                     |                |                                    |                |                |                |                               |                |                   |           |           |
| Milos Kovacevic                   | 69 kg Combate   | # Boy Vogelzang                     | 0:50           | # Eduardo Alberto Gutiérrez Cortes | 0:50           | Eliminado      | Eliminado      | Eliminado                     | Eliminado      | Eliminado         | Eliminado | Eliminado |
| Dejan Vukcevic                    | +94 kg. Combate | # Alexandre Didier Georges Fromange | 1:7            | # Angelos Varvarigos               | 12:5           | # Rafael Riss  | 3:9            | # Christián Álvarez Fernández | 50:0           | Medalla de bronce |           |           |
| Vuk Dragotinovic y Stefan Vukotic | Dúo             | #                                   | 112.5:114      | #                                  | 89.5:87.5      | #              | 94:97          | #                             | 94.5:96        | 4                 |           |           |
| Femenino                          |                 |                                     |                |                                    |                |                |                |                               |                |                   |           |           |
| Mirjana Martinovic                | 62 kg Combate   | No se presentó                      | No se presentó | No se presentó                     | No se presentó | No se presentó | No se presentó | No se presentó                | No se presentó | No se presentó    |           |           |

### Karate
| Femenil        |               |                 |     |               |     |                    |                                 |           |           |           |           |           |
| Marina Rakovic | Kumite 68 kg. | # Elena Quirici | 1:0 | # Kayo Someya | 0:0 | # Katrine Pedersen | 2:2 Dinamarca gana por decisión | Eliminada | Eliminada | Eliminada | Eliminada | Eliminada |